# Ardenay-sur-Mérize
Ardenay-sur-Mérize is een gemeente in het Franse departement Sarthe (regio Pays de la Loire). De plaats maakt deel uit van het arrondissement Mamers. Ardenay-sur-Mérize telde op 1 januari 2022 499 inwoners.

## Geografie
De oppervlakte van bedroeg op 1 januari 2022 11,67 vierkante kilometer; de bevolkingsdichtheid was toen 42,8 inwoners per km².

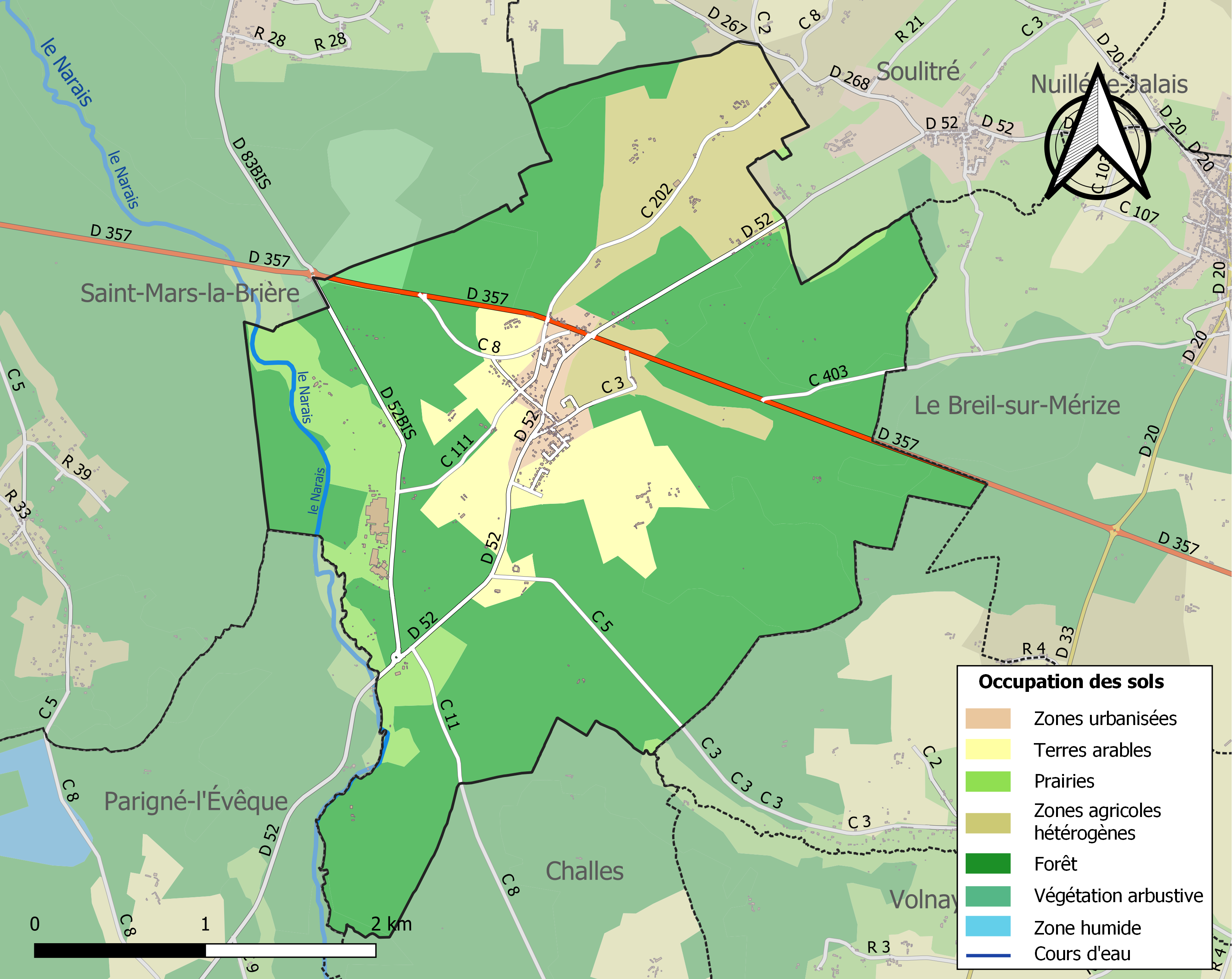
Kaart van de gemeente met de belangrijkste infrastructuur, bodemgebruik en omliggende gemeenten

## Demografie
Onderstaande figuur toont het verloop van het inwonertal (bron: INSEE-tellingen).